# Mera (Ekwador)
Mera – miasto w Ekwadorze, w prowincji Pastaza, siedziba kantonu Mera.